# El último emperador
El último emperador (The Last Emperor) es una película de 1987 de género biográfico, dirigida por Bernardo Bertolucci y con actuación de John Lone, Joan Chen, Peter O'Toole, Ruocheng Ying, Victor Wong, Dennis Dun, Ryuichi Sakamoto, Maggie Han, Ric Young, Vivian Wu y Chen Kaige en los papeles principales. Es una coproducción de China, Italia, Reino Unido y Francia, ganadora de nueve premios Óscar.

## Argumento
Es la historia de Puyi, el último emperador de China, cuando subió al trono en 1908 a los 2 años de edad, y fue adorado por 500 millones de personas como divinidad en la China Imperial, antes de la guerra civil. Gobernó dentro de la Ciudad Prohibida y luego fue obligado a abdicar por el nuevo gobierno de los rebeldes y las fuerzas republicanas, ellos querían abolir la corte imperial, lo mantuvieron encerrado allí hasta su juventud. 
Años más tarde, fue expulsado de la Ciudad Prohibida por las fuerzas en conflicto durante la guerra civil de China, obligado a buscar asilo en la embajada japonesa junto a su emperatriz y su consorte secundaria, fue bien recibido y escapa al norte del país.
En su afán de, por lo menos, gobernar el territorio de Manchuria después de ser ignorado por el nuevo gobierno nacionalista de China, Puyi se convirtió durante un tiempo en un títere de las fuerzas de ocupación japonesas en el estado satélite de Manchukuo, hasta la rendición de Japón frente a los aliados. Después de la capitulación japonesa, las fuerzas militares invasoras se retiran, Puyi decidió rendirse ante los estadounidenses, pero su intento de escapar fracasó y fue hecho prisionero por los soviéticos cuando invaden el norte de China, quienes lo entregaron a los comunistas chinos. 
Cuando la revolución comunista triunfa en China, Puyi es encarcelado por haber colaborado con los japoneses, y para «limpiar» su mente de todo pensamiento capitalista y así ser «reeducado». Durante su estancia allí, el jefe de la prisión le enseña a hacer trabajos manuales, al darse cuenta de las atrocidades cometidas por los japoneses en China mientras era emperador de Manchukuo, y asumir la responsabilidad de sus acciones al respecto. Tras finalizar su encarcelamiento por el gobierno comunista, vuelve a Pekín y, en los últimos años de su vida, es jardinero en el parque botánico de la ciudad. Lleva entonces una vida como la de un hombre cualquiera de su país, y es testigo del culto a Mao y del ascenso de la Revolución Cultural de China. 
De vez en cuando visita la Ciudad Prohibida, ahora convertida en atracción turística, recordando los tiempos cuando aquel era su hogar.
Murió en 1967.

## Reparto
| Actor                | Personaje                    |
| -------------------- | ---------------------------- |
| John Lone            | Puyi                         |
| Peter O'Toole        | Reginald Johnston            |
| Joan Chen            | Wan Jung                     |
| Ruocheng Ying        | Gobernador                   |
| Victor Wong          | Chen Pao Shen                |
| Dennis Dun           | Li                           |
| Ryuichi Sakamoto     | Amakasu                      |
| Cary-Hiroyuki Tagawa | Chang                        |
| Fan Guang            | Pujie, hermano menor de Puyi |

## Producción
La película está basada en el libro Yo fui emperador de China, autobiografía de Aisin-Gioro Pu Yi o Puyi. Para hacerla se filmó en la Ciudad Prohibida. Fue la primera vez en la que las autoridades chinas dieron permiso para rodar una película occidental en el lugar.
El hermano menor de Puyi, Pujie, que le había ayudado a escribir la autobiografía, estuvo presente como asesor en el rodaje de la película. Para determinadas escenas fueron necesarios hasta 19.000 extras.

## Comentarios
- A lo largo de la película se observan diferencias con la realidad; algunos ejemplos son estos:
  - Puyi salió de la Ciudad Prohibida cuando murió su madre. Sin embargo, en la película se le cierran las puertas.
  - En su vida real, tal como él mismo cuenta en sus memorias, no tuvo relaciones carnales con sus esposas, mientras que en la película se cuenta lo contrario.
  - En la película, el amante de la emperatriz es asesinado; en la vida real, Puyi impidió que los japoneses lo mataran.

## Recepción
Con la obra cinematográfica, Bertolucci regresó triunfalmente tras haber estado ausente seis años como director. No solo consiguió con la película obtener una muy buena recaudación en taquilla, también fue la gran triunfadora de ese año en la ceremonia de los Premios Óscar, llevándose las nueve estatuillas a las que optaba.

## Premios

### Óscar
| Año  | Categoría                 | Persona                                             | Resultado |
| ---- | ------------------------- | --------------------------------------------------- | --------- |
| 1988 | Mejor película            | Mejor película                                      | Ganador   |
| 1988 | Mejor director            | Bernardo Bertolucci                                 | Ganador   |
| 1988 | Mejor dirección artística | Ferdinando Scarfiotti Bruno Cesari Osvaldo Desideri | Ganadores |
| 1988 | Mejor guion adaptado      | Bernardo Bertolucci Mark Peploe                     | Ganadores |
| 1988 | Mejor música              | Ryuichi Sakamoto David Byrne Cong Su                | Ganadores |
| 1988 | Mejor sonido              | Bill Rowe Ivan Sharrock                             | Ganadores |
| 1988 | Mejor vestuario           | James Acheson                                       | Ganador   |
| 1988 | Mejor fotografía          | Vittorio Storaro                                    | Ganador   |
| 1988 | Mejor montaje             | Gabriella Cristiani                                 | Ganadora  |

### Premios César
| Año  | Categoría                 | Resultado |
| ---- | ------------------------- | --------- |
| 1988 | Mejor película extranjera | Ganadora  |